# Freiluftkino

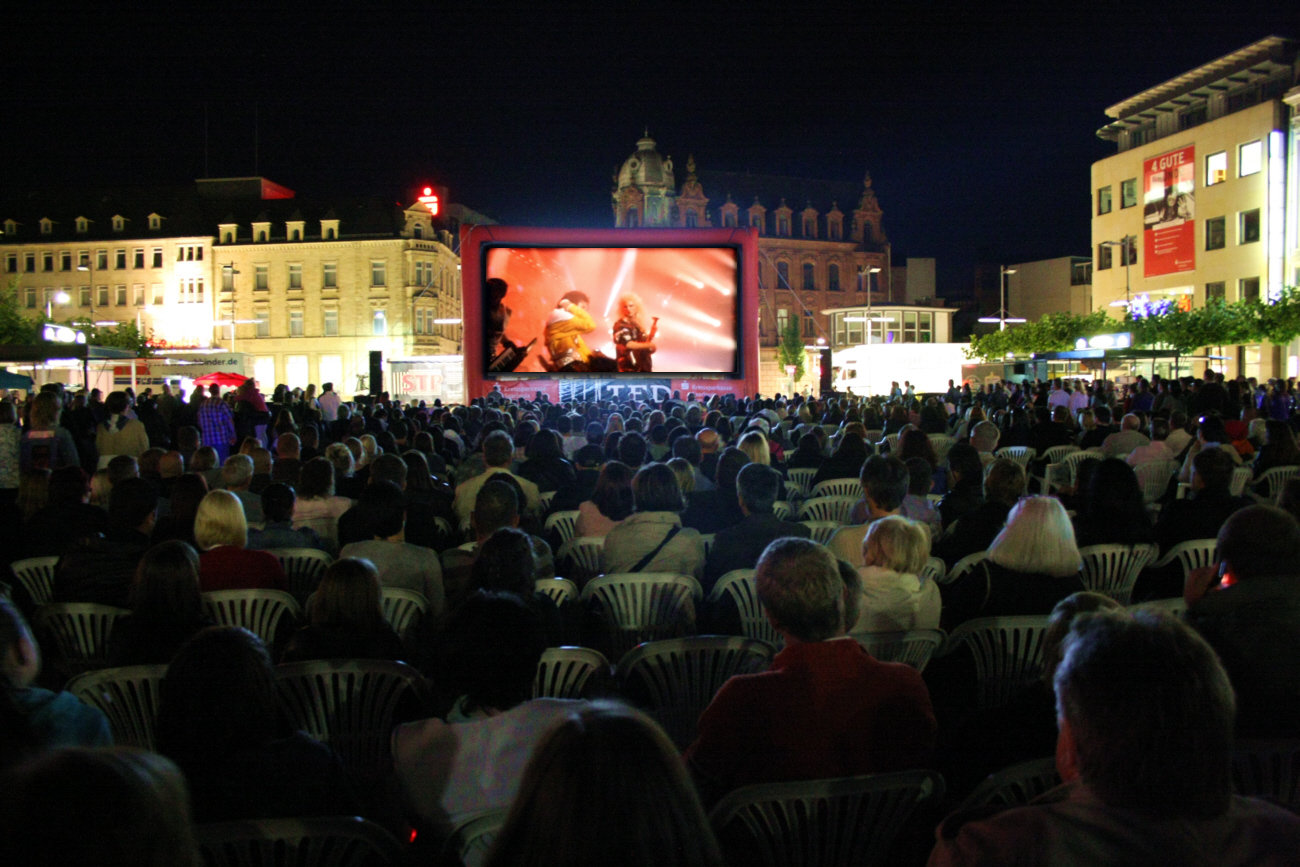
Open-Air-Kino mittels aufblasbarer Leinwand in Saarlouis (2009)

Als Freiluftkino (auch Open-Air-Kino, seltener Freilichtkino) bezeichnet man die Vorführung von Kinofilmen unter freiem Himmel. Üblicherweise finden Open-Air-Kinos in den Sommermonaten und oft an zentralen oder besonderen Plätzen statt. Allerdings gibt es auch im Winter bei Eis und Schnee immer häufiger Freiluftkinoveranstaltungen. Oftmals sind diese Vorführungen sogar kostenlos (beispielsweise das Freiluftkino auf dem Rathausmarkt in Hamburg).

## Entstehung
Das älteste Freiluftkino, welches seit 1916 vom „Sun Pictures Theater“ auch heute noch betrieben wird, befindet sich in Australien. Im Jahr 1932 bestand mit dem Kino Roxy in Zürich ein „cineastisches Cabriolet“: Das Dach des Roxy (heute: Metropol) liess sich bei schönem Wetter öffnen.
Im Jahr 1946 wurde das erste Locarno Film Festival durchgeführt, welches in Ermangelung des nicht bewilligten Theaters im Ciani-Park von Lugano stattdessen im Garten des Grand Hôtel Locarno in Locarno statt fand. Mit den Open-Air-Aufführungen auf einer 8 x 7 Meter-Leinwand von Rom, offene Stadt von Roberto Rossellini wie auch Iwan der Schreckliche von Sergej Eisenstein kam Locarno sogar den Festivals von Cannes und Venedig zuvor. Die NZZ nannte das Locarno Film Festival die „Mutter aller hiesigen Freiluftkinos“. Ab 1971 wurde neben den Tagesaufführungen in Säälen die Publikumsfilme auf der Piazza Grande gezeigt. Die Leinwand mit 22 × 10 Metern war die Grösste in Europa, einige Mühe bereitete die Synchronisation von Ton und Bild. 1989 konnte auf die Piazza Grande mit einer ausgeklügelte Audio-Anlage in Dolby-Stereo ausgestattet werden.
Seit demselben Jahr 1989 wird in Zürich direkt am Zürichsee das Kino am See installiert, auf dessen Tribüne man vor dem Aufrichten der Leinwand einen freien Blick auf den See geniesst. Die veranstaltende Firma Cinerent entwickelte diese hydraulisch absenkbaren Leinwände selber ab 1993, laut Eigenangabe seien es 2025 die Grössten der Welt. Mindestens 36 Mal wurde die Zürcher Leinwand zwecks besserer Amortisation in drei Schiffscontainern von Zürich nach Australien und zurück verschifft. Das Kino am See war in Zürich eines von mehreren Angeboten, nachdem schon im Jahr 1984 beim Kulturzentrum Rote Fabrik das erste Mal der „Film am See“ veranstaltet worden war. Die Open-Air-Filme bei der Roten Fabrik feierten dementsprechend im Jahr 2024 ihre 41ste Austragung.
Zu Beginn der 1990er-Jahre gab es ein großes Open-Air-Kino in der Berliner Waldbühne. Filme wie The Rocky Horror Picture Show und Blues Brothers waren wiederholt mit über 20.000 Gästen ausverkauft. Die Erfolge inspirierten andere Veranstalter, dem Berliner Beispiel zu folgen, und so entwickelte der Kölner Klaus Eschmann 1991 das erste Open-Air-Kino im Kölner Tanzbrunnen. Schon ein Jahr später wurde daraus ein „Tournee-Projekt“: In Essen, Bochum, Dortmund, Hannover, Halle, Leipzig, Stuttgart und München etablierte Eschmann die jeweils ersten Freiluftkinos. Parallel entstanden im ganzen Bundesgebiet weitere Sommerkinos, von denen einige inzwischen auf eine lange Tradition zurückblicken.
Laut Angaben der Filmförderungsanstalt (FFA) gab es 2011 in Deutschland 510 Open-Air-Kinos und Freilichtbühnen, was 11 Prozent aller Kinosäle entsprach, aber nur 0,7 Prozent der Besucher (940.000) und 0,6 Prozent (gut 6 Millionen Euro) des Umsatzes aller Kinos anzog.
Eine Variante des Freiluftkinos ist das Autokino, das in den 1960er-Jahren Kultstatus erreichte. Heute gibt es nur noch wenige Autokinos (in Deutschland ca. 20 im Jahr 2010). Im Autokino können die Zuschauer den Film von ihren Autos aus sehen, der Ton wird in der Regel per Funk übertragen und mit dem Autoradio empfangen.

## Orte
Als Standorte dienen Parkanlagen, Freibäder, Fußballstadien, Burgen, Amphitheater oder ähnlich geeignete Standorte. Je nach Veranstaltungsort reichen die Sitzgelegenheiten von selbst mitgebrachten Decken über Tribünenplätzen im Stadion und Steintreppen im Amphitheater bis hin zu einer Einzelbestuhlung.

### Deutschland
Große und bekannte Open-Air-Kino-Veranstaltungen in Deutschland sind unter anderem, „Filmnächte am Elbufer“ (Dresden), in Leipzig die Filmnächte auf der Galopprennbahn Scheibenholz, das  "Kino am Olympiasee" (Olympiapark, München), das „Frankenheim Kino“ (Düsseldorf), das „Freiluftkino auf dem Rathausmarkt“ (Hamburg), die Filmnächte Chemnitz, das SommerNacht FilmFestival (Nürnberg), das von der Schauburg organisierte "Open-Air-Kinonächte am Schloss Gottesaue" (Karlsruhe) und das „Sommer Open Air“ (Münster).

### Schweiz
Siehe Cinerent AG.

### Italien
Auf der Insel Elba gibt es sechs Freiluftkinos.

### Vereinigtes Königreich
In London, Stadtbezirk Camden, Ortsteil King’s Cross, gibt in den Sommermonaten ein Freiluftkino auf dem Granary Square.

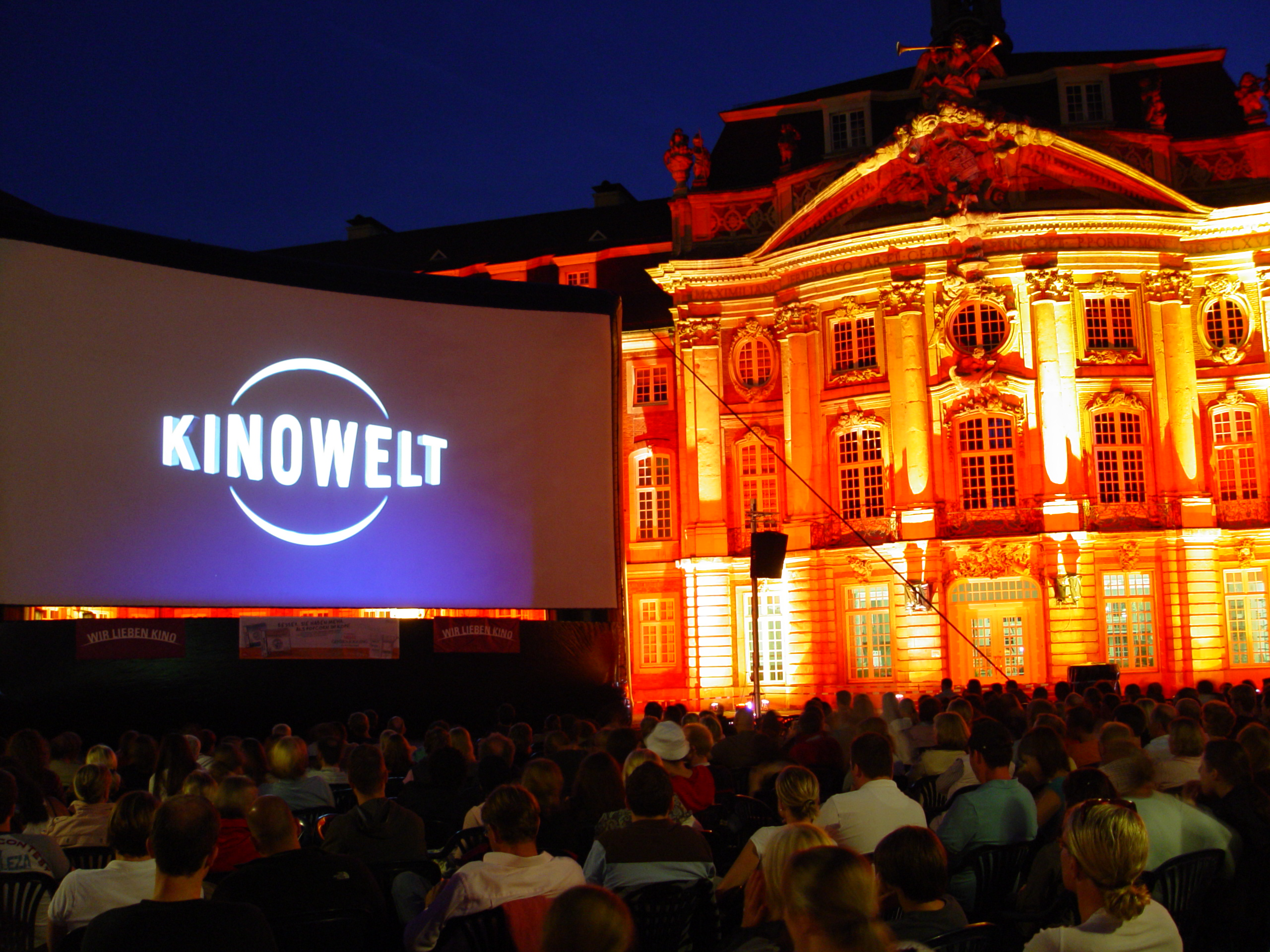
„Sommer Open Air“ in Münster
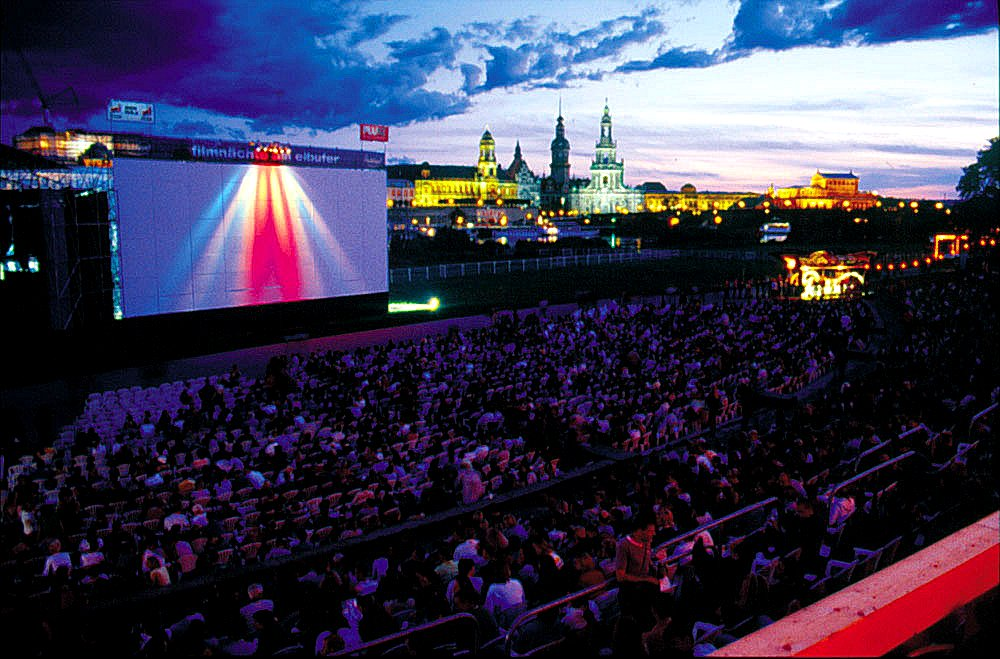
„Filmnächte am Elbufer“ in Dresden
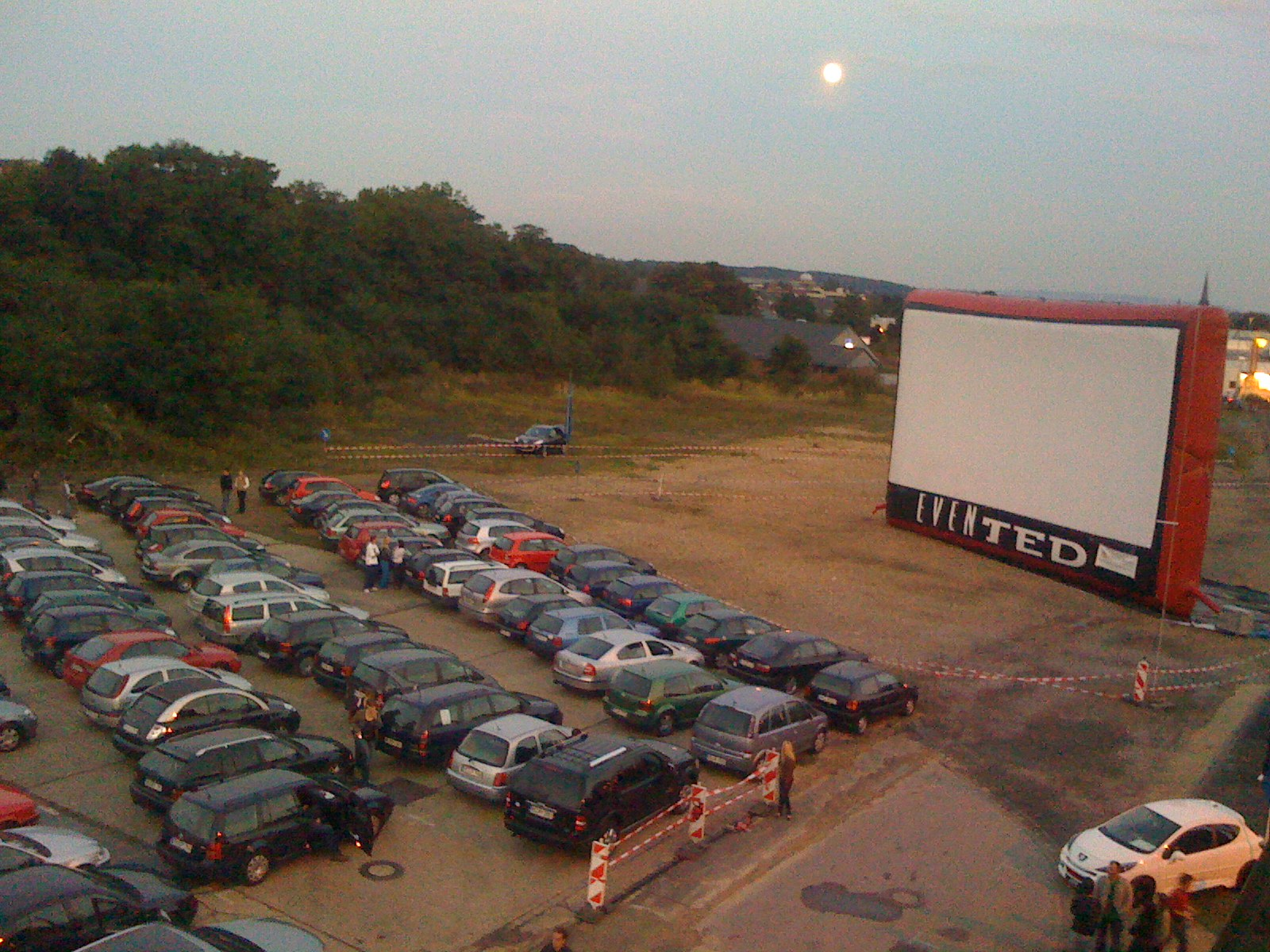
Mobiles Autokino (Leinwandgröße 16 × 8 m) in Hückelhoven
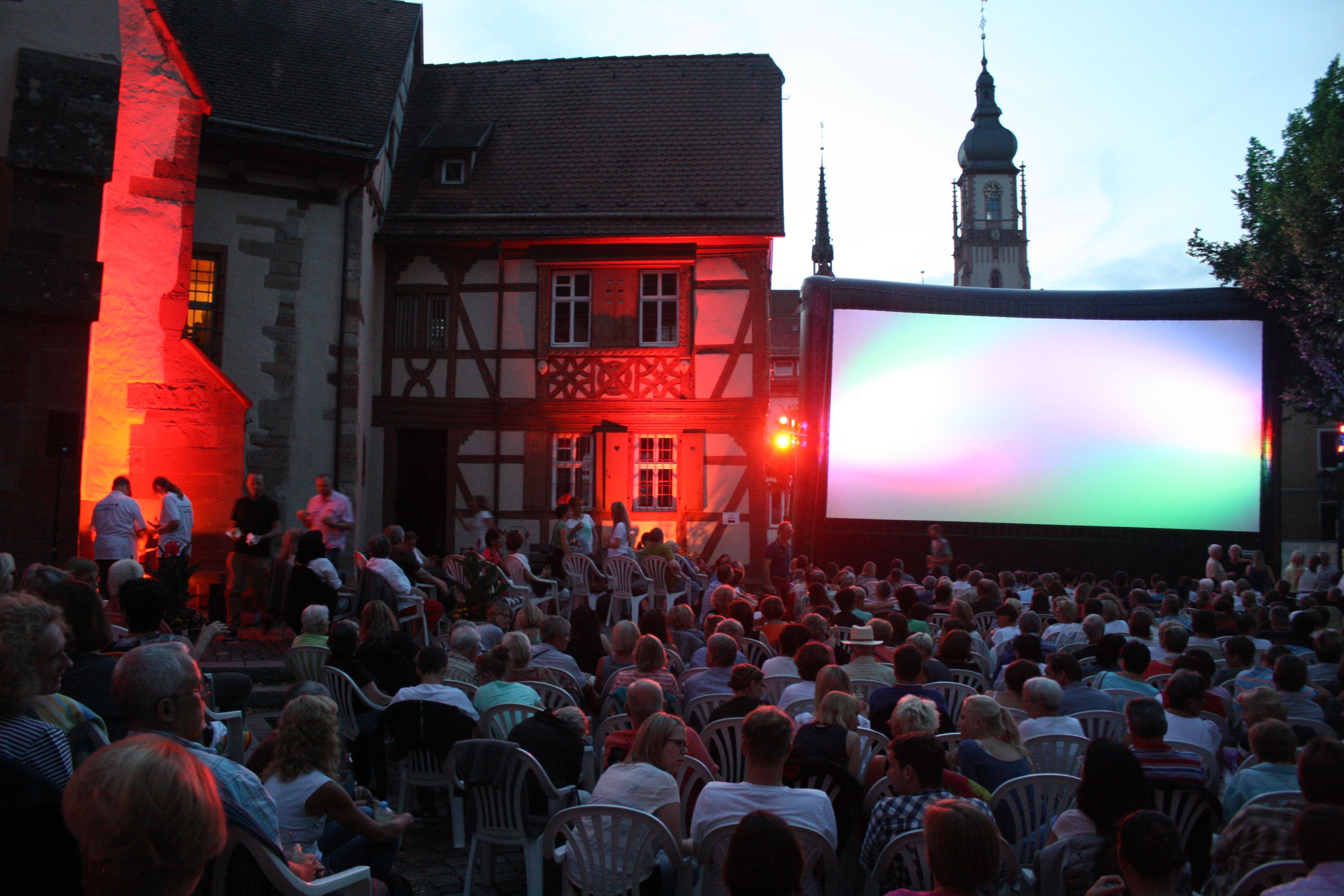
Open-Air-Kino vor dem Kurmainzischen Schloss Tauberbischofsheim